# Ryan Thompson (calciatore)
Ryan Thompson (Kingston, 7 gennaio 1985) è un ex calciatore giamaicano, di ruolo portiere.

## Carriera

### Club
Ha giocato nel campionato americano, giamaicano, svedese e irlandese.

### Nazionale
Ha esordito in nazionale nel 2004.
Viene convocato per la Copa América Centenario negli Stati Uniti.

## Palmarès

### Club

#### Competizioni nazionali
- Campionato irlandese: 1

Shamrock Rovers: 2011